# كيتا تاكامي
كيتا تاكامي (باليابانية: 高見 啓太) (مواليد 30 يوليو 1993) هو لاعب كرة قدم ياباني.

## وصلات خارجية
- كيتا تاكامي على موقع رابطة كرة القدم اليابانية للمحترفين (اليابانية)
- كيتا تاكامي على موقع قاعدة بيانات كرة القدم.إي يو (الإنجليزية)
- كيتا تاكامي على موقع Soccerway.com (الإنجليزية)